# Miles M.2 Hawk Major
Le Miles M.2 Hawk Major était un monoplan biplace léger britannique, conçu pendant les années 1930 par la société Miles Aircraft Limited (en).

## Conception et développement
Le Hawk Major fut conçu comme un successeur du Miles M.2 Hawk par Frederick George Miles (en). Les principales modifications étaient l'emploi d'un moteur De Havilland Gipsy III, d'un bâti-moteur en métal — le précédent ayant un bâti en bois — et d'un train d'atterrissage dont les jambes étaient recouvertes d'un carénage, ce dernier étant parfois surnommé « pantalon » en raison de sa forme caractéristique.
Le prototype, désigné M.2F Hawk Major, effectua son premier vol en 1934 et, aux mains de Sir Charles Rose, remporta la seconde place de la King's Cup Race la même année,, avec une vitesse moyenne enregistrée de 237,83 km/h. Une version de course fut développée et donna naissance à un exemplaire unique désigné M.2E Gipsy Six Hawk, recevant un moteur Gipsy Six de 200 ch (147 kW). Le Hawk Major de production recevait, lui, un De Havilland Gipsy Major (en) de 130 ch (95,6 kW). L'avion se vendit bien auprès des propriétaires privés, incluant deux exemplaires qui reçurent des générateurs de fumée pour leur permettre d'écrire dans le ciel (désignés en anglais : skywriters). Une version améliorée dotée de volets de bord de fuite, le M.2H, remplaça le M.2F sur les lignes de production.
De nombreuses versions de course uniques furent également produites. En octobre 1934, le Squadron Leader Malcolm C. McGregor effectua à bord d'un Hawk Major le trajet reliant RAF Mildenhall, en Angleterre, à Melbourne, en Australie, en 7 jours et 15 heures, lors de la MacRobertson Air Race. En 1936, le Miles Hawk VI immatriculé G-ADOD et piloté par A. E. Clouston (en) fut engagé dans la Schlesinger Air Race reliant Portsmouth à Johannesbourg. Il parvint presque à réaliser tout le trajet vers Johannesbourg, mais il fut obligé d'effectuer un atterrissage forcé en raison de problèmes moteur, à seulement 150 miles (241 km) au sud de Salisbury.
En 1935, une version améliorée destinée à l'entraînement fut développée, désignée Miles M.2 Hawk Trainer (en).

## Versions

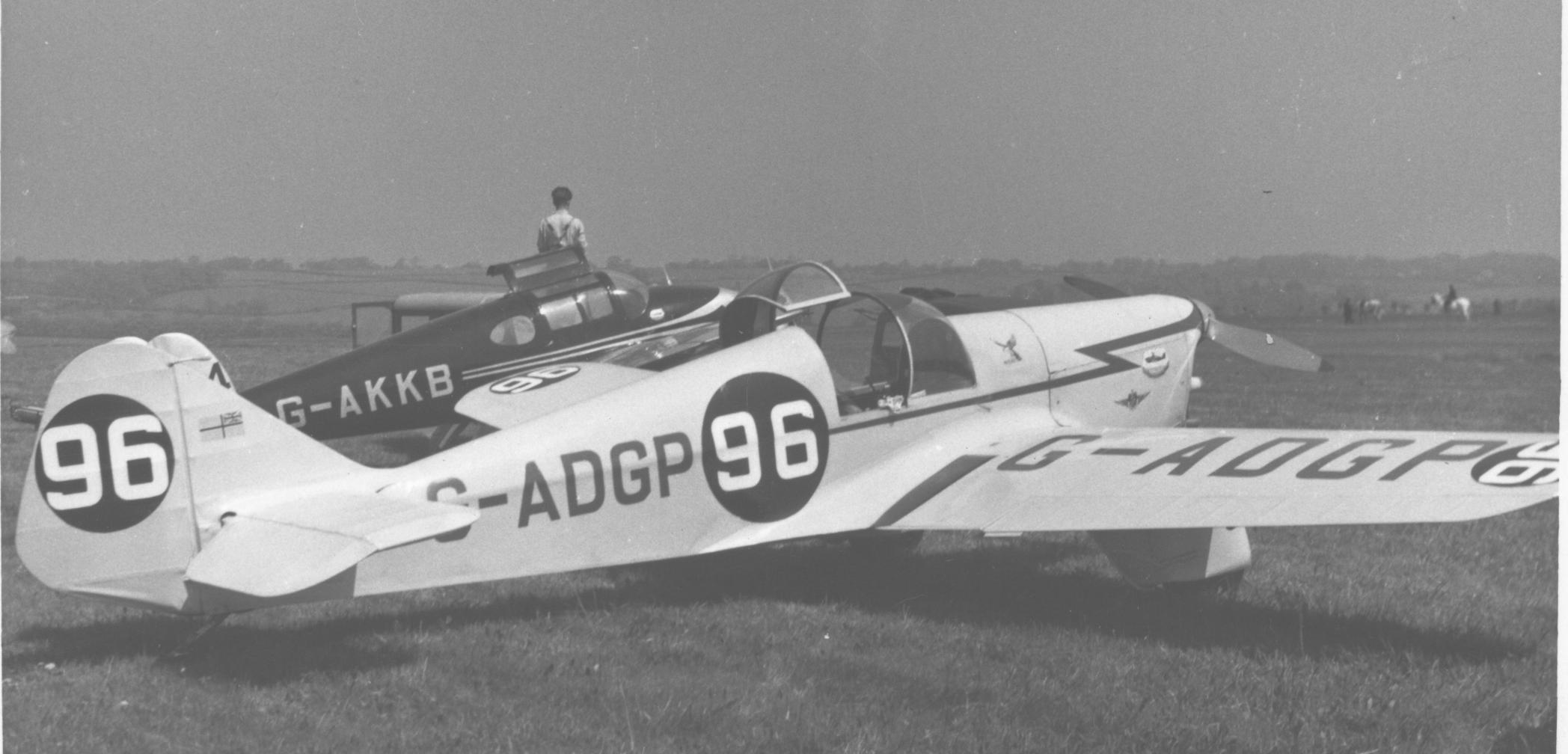
Le Miles M.2L Hawk Speed Six portant le numéro de course « 96 » à l'aéroport de Leeds (Yeadon), en mai 1955.

- M.2E Gipsy Six Hawk : Plus tard redésigné Hawk Speed Six. Version de course monoplace propulsée par un moteur De Havilland Gipsy Six (en) de 200 ch (147 kW). Elle a été produite à un seul exemplaire ;
- M.2F Hawk Major : Version de production, propulsée par un De Havilland Gipsy Major (en) de 130 ch (95,6 kW) ;
- M.2G Hawk Major : Version dotée d'une cabine à trois places, produite à un seul exemplaire ;
- M.2H Hawk Major : Version de production, propulsée par un De Havilland Gipsy Major ;
- M.2K Hawk Major : Version propulsée par un moteur Cirrus Hermes II de 105 ch (77,21 kW), produite à un seul exemplaire ;
- M.2L Hawk Speed Six : Version propulsée par un De Havilland Gipsy Six 1F (en) de 200 ch (147 kW). Elle a été produite à un seul exemplaire ;
- M.2M Hawk Major : Version dotée d'une cabine à trois places et propulsée par un De Havilland Gipsy Major, produite à deux exemplaires ;
- M.2P Hawk Major : Version dotée d'une double commande et propulsée par un De Havilland Gipsy Major, produite à trois exemplaires ;
- M.2R Hawk Major de Luxe : Version de course propulsée par un De Havilland Gipsy Major, produite à deux exemplaires ;
- M.2S : Version à long rayon d'action, propulsée par un Blackburn Cirrus Major (en) de 150 ch (110,3 kW) ;
- M.2T : Version monoplace à long rayon d'action, propulsée par un Blackburn Cirrus Major de 150 ch (110,3 kW), produite à deux exemplaires ;
- M.2U Hawk Speed Six : Version de course propulsée par un De Havilland Gipsy Major Six R, produite à un seul exemplaire.

## Utilisateurs
- Royaume-Uni : L'appareil a connu une courte carrière au sein de la Royal Air Force.

## Exemplaires préservés
- Le M.2L Speed Six portant l'immatriculation G-ADGP était encore en condition de vol en 2009 et basé à White Waltham Airfield, près de Maidenhead, dans le Berkshire, en Angleterre[6] ;
- Le M.2H Hawk Major immatriculé DG590 (immatriculation civile G-ADMW), produit en 1935, est conservé au Montrose Air Station Heritage Centre (en), à Montrose, en Écosse[7],[8] ;
- Un exemplaire était également en exposition statique au Museu TAM, au Brésil, pendant les années 2000[9].

## Spécifications techniques (M.2L)
Données de British Civil Aircraft 1919–1972, vol. III.
Caractéristiques générales
- Équipage : 1 pilote
- Capacité : 1 passager
- Longueur : 7,32 m
- Envergure : 10,06 m
- Hauteur : 2,03 m
- Surface alaire : 15,70 m2
- Masse à vide : 522 kg
- Masse typique : 840 kg
- Moteur : 1   moteur à 4 cylindres en ligne inversés refroidis par air De Havilland Gipsy Major (en) de 200 ch (147 kW)
- Hélices : bipale en bois

 Performances 
- Vitesse maximale : 240 km/h
- Distance franchissable : 900 km
- Plafond : 6 100 m
- Vitesse ascensionnelle : 306 m/min
- Charge alaire : 33,25 kg/m2
- Rapport poids-puissance : 2,61 kg/ch